# 안타로마역
안타로마역(일본어: 安足間駅)은 일본 홋카이도 가미카와 군 아이베쓰정에 위치한 홋카이도 여객철도 세키호쿠 본선의 철도역이다. 역 번호는 A41이며, 상대식 승강장 2면 2선의 구조를 갖춘 지상역이다.

## 역 주변
- 국도 제39호선

## 역사
- 1923년 11월 15일 : 일본국유철도 아이베쓰 ~ 가미카와 간 개업과 함께 설치. 일반역.
- 1975년 12월 25일 : 화물 취급 폐지.
- 1984년 2월 1일 : 소화물 취급 폐지.
- 1984년 11월 10일 : CTC화 후 제2차 합리화 때 무인화.
- 1987년 4월 1일 : 일본국유철도 분할 민영화에 의해, 홋카이도 여객철도가 승계.

## 인접 역
| 세키호쿠 본선                | 세키호쿠 본선   | 세키호쿠 본선              |
| ---------------------------- | --------------- | -------------------------- |
| 아이잔 A40 신아사히카와 방면 | ■ 세키호쿠 본선 | 가미카와 A43 아바시리 방면 |